# Andromeda Software Development
Andromeda Software Development (kurz ASD) ist eine griechische Gruppe der Demoszene, die 1992 gebildet wurde. Die Gruppe hat vielfach Preise der Demoszene gewonnen, darunter seit 2003 mehrere Scene.org-Awards.
ASD steht in keiner direkten Verbindung zur ehemaligen norwegischen Demogruppe Andromeda. Dennoch gab es eine Zusammenarbeit mit Archmage von Andromeda bei der Produktion des Demos LifeForce, das 2007 den Demo-Wettbewerb der Assembly gewann.

## Geschichte
ASD haben Mitte der 1990er eine Reihe von kleinen Intros und Demos für den PC produziert, davon besonders herausragend CounterFactual (Gewinner der ersten griechischen Demoparty überhaupt, The Gardening 1995) und Beyond (Platz 4, The Gardening 1996). Danach war es bis zum Jahr 2001 um ASD still, bis schließlich Cadence & Cascade – das erste 3D-beschleunigte Demo der Gruppe – die Demoparty Digital Nexus in Athen gewann.
Seit 2002 nimmt ASD an vielen wichtigen Wettbewerben der Demoszene teil. Sie gewannen 2005 auf der Assembly den Demo-Wettbewerb mit Iconoclast.